# Emma Popik
Emma Popik (ur. 8 marca 1944 w Skępem, zm. 4 lutego 2025 w Drohiczynie) – polska autorka fantastyki naukowej oraz baśni dla dzieci.

## Życiorys
Ukończyła filologię polską na Uniwersytecie Gdańskim. Była nauczycielką, asystentką w Wyższej Szkole Nauczycielskiej w Bydgoszczy i redaktorem merytorycznym w Wydawnictwie Morskim. Po dłuższym pobycie w Londynie oraz podróżach zagranicznych powróciła do Gdańska, gdzie została redaktor naczelną w wydawnictwie, a następnie założyła w 2000 i prowadziła do 2012 czasopismo „Nowy Kurier Nadbałtycki”, którego była redaktor naczelną.

## Twórczość
Jako pisarka debiutowała pod pseudonimem Emma Popiss na łamach „Fantastyki” opowiadaniem Mistrz (nr 3/1983). Swoje utwory publikowała również w „Przeglądzie Technicznym” oraz w „Feniksie”. Debiut książkowy to zbiór opowiadań science fiction Tylko Ziemia (1986). Drukowała opowiadania w antologiach Bliskie spotkania. Opowiadania fantastyczne, Almanach literacki Iskier (Iskry, Warszawa 1986) i Co większe muchy (1992).
Opowiadanie Nadejście Fortynbrasa (przetłumaczone przez Michiko Tsukadę) opublikowane zostało w japońskim czasopiśmie „Grafikation”. Przetłumaczone przez Krystynę Hirayama Wejście do baśni zostało wydane w Tokio.
Była również autorką wielu artykułów na temat UFO zamieszczanych w prasie amerykańskiej, fińskiej, brytyjskiej oraz chińskiej oraz członkiem amerykańskiego stowarzyszenia Mutual UFO Network. Tłumaczyła też z języka angielskiego książki paranaukowe.

## Publikacje

### Książki
- The Golden Moth – 2022 wydawnictwo Royal Hawaiian Press
- Zbrodnia w wyższych sferach wyd. 2 – 2019 wydawnictwo Rytm
- Królowa Salwatora – 2019 wydawnictwo Marpress
- Genetyka bogów 2.0 – „Selfpublishing” – 2016 esej sf (ebook)
- Zbrodnia w wyższych sferach – „Selfpublishing” – 2016 powieść kryminalna (ebook)
- Zakręcone urodziny – „Selfpublishing” – 2016 baśń dla dzieci (ebook)
- Wejście do baśni wyd.2 – „Selfpublishing” – 2016 baśń dla dzieci (ebook)
- Tysiąc Dni – „Selfpublishing” – 2016 powieść kryminalna (ebook)
- Złota Ćma wyd.2 – „Selfpublishing” – 2016 opowiadania sf (ebook)
- Złota Ćma – 2014, Fundacja Gdańska[7]
- Tajemnice Emilki – 2014, Wydawnictwo Sumptibus[8] – baśń dla dzieci
- Trzeci Cycek – 2013, Wydawnictwo RW 2010[9] – opowiadania sf
- Wywiad z Bogiem – 2013, Wydawnictwo RW 2010[10] – opowiadania sf
- Plan i inne opowiadania – 2009, Wydawnictwo North Press – opowiadania sf[11]
- Wejście do baśni – 2004, Wydawnictwo Gdańskie – baśń dla dzieci[12]
- Genetyka bogów – 1999, Akia[13] – esej sf
- Bramy strachu – 1995[14], Akia – opowiadania sf[15]
- Wrzące powietrze – 1994, Wydawnictwo Gdańskie – wiersze[5]
- Raport – 1988, Czytelnik – powieść[16]
- Tylko Ziemia – 1986, Iskry[17] – opowiadania sf

Źródło: Emma Popik w portalu LubimyCzytac.pl

### Opowiadania
- Plan - Plan 2009
- Geniusz i lustro - Plan 2009
- Kłopotliwe pytania - Plan 2009
- Wrzuć pięć centów – Plan 2009
- Najpiękniejszy dzień na śmierć – Plan 2009
- Zapakować w pudełko – Plan 2009
- Spełnione życzenia Plan 2009
- Geniusz i lustro – Plan 2009
- Demon zagłady na Dzikim Zachodzie techniki – Plan 2009
- Najpiękniejszy dzień na śmierć – Plan 2009
- Zespół Nieprzystosowania Społecznego – Plan 2009
- Sześć dni do końca świata, czyli Wigilia szatana – Plan 2009
- Opowiedz nam, ojcze, historię początku – Plan 2009
- Spełnione życzenia – Science Fiction, Fantasy i Horror 04 (18) 2007
- Wigilia szatana – Science Fiction, Fantasy i Horror 12 (26) 2007
- Zapakować w pudełko – Nowa Fantastyka 10 (301) 2007
- Kłopotliwe pytania – Nowa Fantastyka 10 (277) 2005
- Wrzuć pięć centów – Autograf 1998 nr 1 s. 4–7
- Jądro wieczności – Nowa Fantastyka 02 (173) 1997
- Oaza – Autograf 1996 nr 1 s. 5–7
- Bramy strachu – Bramy strachu 1996
- Schizis – teoria światów nierealnych – Bramy strachu 1996
- Vaast – Autograf 1995 nr 3 s. 3–4
- Jeden dzień rodziny Braunów w mieście – Topos 1994 nr 11-17
- Zezwolenie – Nowa Fantastyka 5/1993
- Enklawa – Fenix 03 (19) 1993 s. 109–129
- Mistrz – Co większe muchy 1992
- Terminal – Nowa Fantastyka 12 (111) 1991 s. 43–49
- Na zawsze piękni i młodzi – Fantastyka 06 (81) 1989 s. 48–52
- Dziedzina – Almanach literacki Iskier 4 1988
- Ekstaza – Almanach literacki Iskier 4 1988
- Kat – Tygodnik wybrzeża Morze i Ziemia nr. 22 (287) z dnia 1–7 czerwca 1988
- Stacja – Bliskie spotkania 1986
- Aż się staniemy jako bogowie... – Tylko Ziemia 1986
- Dzień jak co dzień – Tylko Ziemia 1986
- Heretyk – Tylko Ziemia 1986
- Krzak ciernisty – Tylko Ziemia 1986
- Lekcja wychowania obywatelskiego – Tylko Ziemia 1986
- Maszyna – Tylko Ziemia 1986
- Myto – Tylko Ziemia 1986
- Nadejście Fortynbrasa – Tylko Ziemia 1986
- SOS – Tylko Ziemia 1986
- Mistrz – Tylko Ziemia 1986
- Telerodzinka – Tylko Ziemia 1986
- Szaman Fantastyka 5 (32)1985
- Mistrz – Fantastyka nr 3 (6)1983
- Maszyna – Przegląd techniczny nr 26/83 z dnia 26.06.83 r. (I część); nr.27/83 z dnia 3.07.83 (II część)
- Aż się staniemy jako bogowie... – Przegląd techniczny nr. 9/84

Źródło: Lista opowiadań na stronie oficjalnej autorki

## Nagrody
- Nagroda Prezydenta Miasta Gdańska w Dziedzinie Kultury za wkład włożony w tworzenie wizerunku gdańskiej kultury (2006)[20]